# Selvstændig offentlig virksomhed
En selvstændig offentlig virksomhed (SOV) er i forvaltningsretlige termer en juridisk person, der varetager en bestemt del af den statslige forvaltning, og som har selvstændige indtægter og formue. 
I begyndelsen af 2020 ejede den danske stat 10 selvstændige offentlige virksomheder: DanPilot, DSB, EKF Danmarks Eksportkredit, Energinet, Finansiel Stabilitet, Fjordforbindelsen Frederikssund, Investeringsfonden for udviklingslande, Naviair, Nordsøenheden og Vækstfonden. Fjordforbindelsen Frederikssund blev opløst i 2022.